# Diana Gaspari
Diana Gaspari (Innichen, 6 mei 1984) is een Italiaanse curlingspeelster.

## Biografie
Gaspari heeft met de Italiaanse ploeg deelgenomen aan de Olympische Winterspelen van 2006 in Turijn. Haar grootste succes was de zilveren medaille die ze met haar land behaalde op het Europees kampioenschap van 2006.